# Kløver Mælk
Kløver Mælk a.m.b.a var et dansk mejeriselskab, der havde hovedsæde i Fredericia og bl.a. 
Kløver Mælk blev grundlagt i 1971 og var oprindeligt blot et markedsføringssamarbejde. Selskabet blev fusioneret med MD Foods 1. marts 1999 med virkning fra 28. september 1998. Årsagen var flere års intens priskrig. 
I 1997 havde Kløver Mælk en markedsandel på ca. 40% på mælk og ca. 20% på ost. I 1990 beskæftigede virksomheden 12.000 ansatte og var landets 6. største fødevareproducent. Kløver Mælk leverede bl.a. til Dansk Supermarkeds butikker.
MD Foods og senere Arla Foods valgt efterfølgende at bibeholde Kløver-navnet på visse produkter, f.eks. yoghurt.
Fusionen mellem Kløver Mælk og MD var i samtiden omdiskuteret, idet det nye mejeri med en markedsandel på 90 procent nærmest havde  monopol.